# الجورة (شمال سيناء)
الجورة هي إحدى قرى مركز ومدينة الشيخ زويد ، تقع جنوب مدينة الشيخ زويد الواقعة بمحافظة شمال سيناء المصرية.

## القاعدة الجوية
أنشأ الجيش الدفاع الإسرائيليّ في الجورة قاعدة جوية إسرائيلية سُمّي «إيتام» (بالعبرية: אֵתָם إِتَم) عقب دخوله المنطقة بعد حرب 1967 وتركها عند خروجه سنة 1979 فأصبحت مقر القوة متعددة الجنسيات والمراقبون وتحمل اسم «المعسكر الشمالي» (بالإنجليزية: MFO North Camp)‏.